# アンリ・ラマン
アンリ・ラマン、ドイツ語名はハインリッヒ・レーマン（Henri Lehmann、:フランス語発音: [ɑ̃ʁi ləman]; :ドイツ語名:Heinrich Salem Lehmann、1814年4月14日 - 1882年3月30日）は、ドイツ生まれで、後にフランス国籍となった画家である。

## 略歴
当時、ホルシュタイン公国であったキールで生まれた。父親は、ハンブルク出身の肖像画家、レオ・レーマン(Leo Lehmann:1782–1859)で、弟に肖像画家としてイギリスなどで活躍したルドルフ・レーマン(Wilhelm August Rudolf Lehmann:1819-1905)がいる。
父親から絵を学んだ後、17歳の時にパリに出て、新古典主義の画家、ドミニク・アングルに学んだ。アングルの優秀な弟子の一人となった。1835年にサロン・ド・パリに出展し、2位メダル(second-class medal)に入賞し、その後毎年サロンに出展し、1840年、1848年、1855年に1位メダル(first-class medals)を受賞した。
1838年から1841年の間は、ローマに滞在し、在ローマ・フランス・アカデミーの校長になったアングルのもとで修行した。ローマでは作曲家のフランツ・リストとその愛人のマリー・ダグーと親しくなり、彼らの肖像画を残している。
当時の有名な人物の肖像画を描いた。1846年に、レジオンドヌール勲章シュヴァリエを受勲し、その年フランスの市民権を得た。1861年からパリのエコール・デ・ボザールで教えはじめ、1875年に教授となった。

## 作品

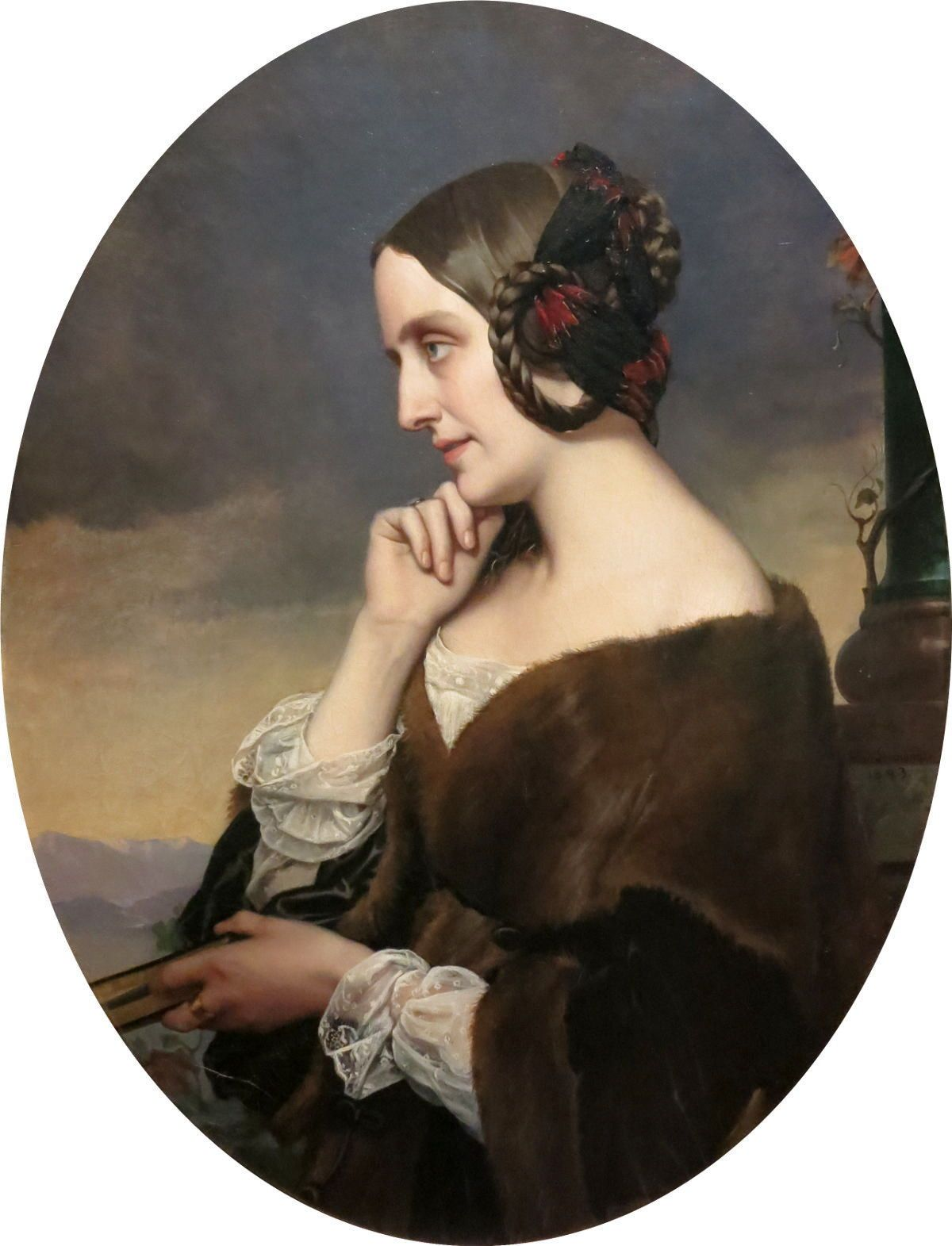
マリー・ダグー
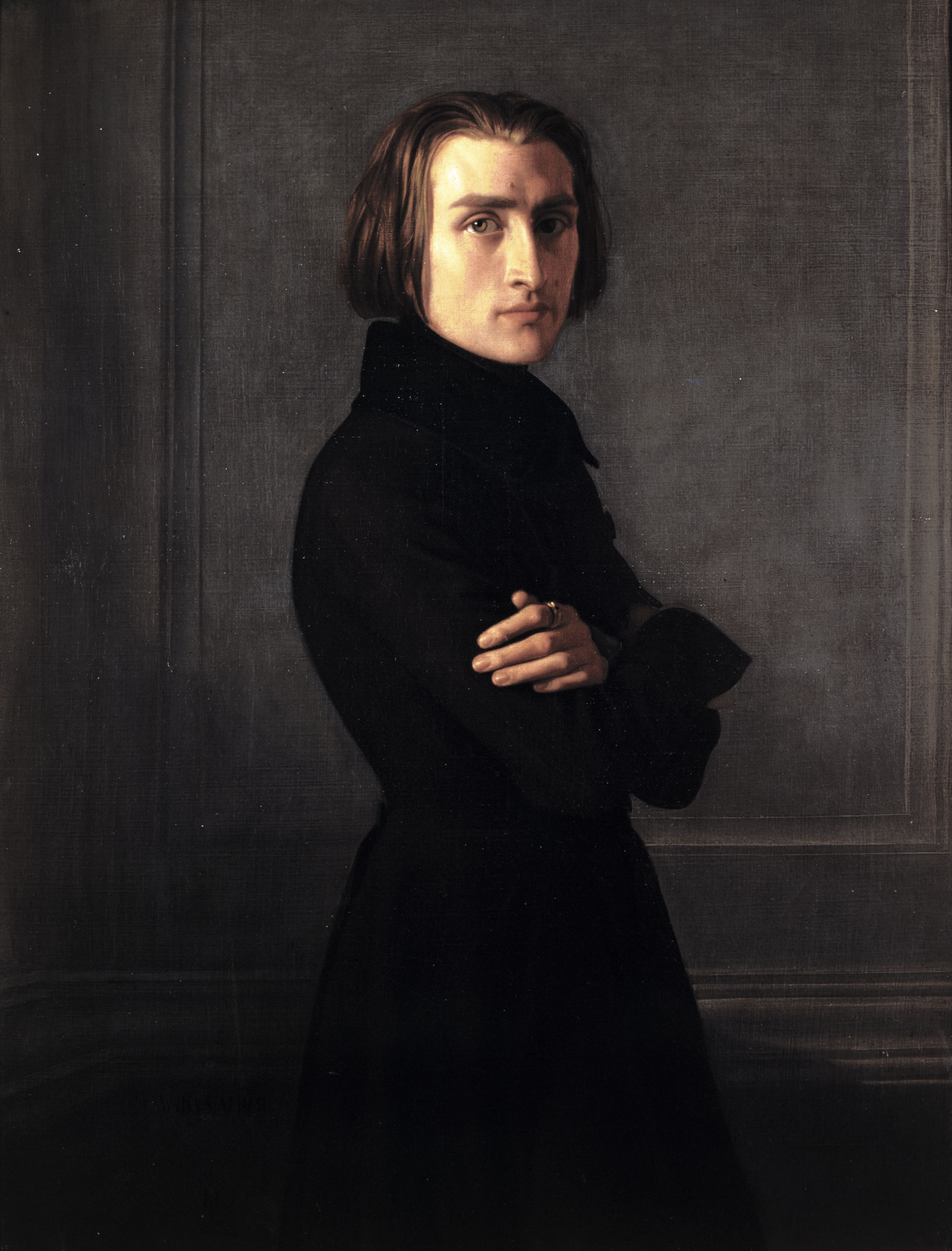
フランツ・リスト
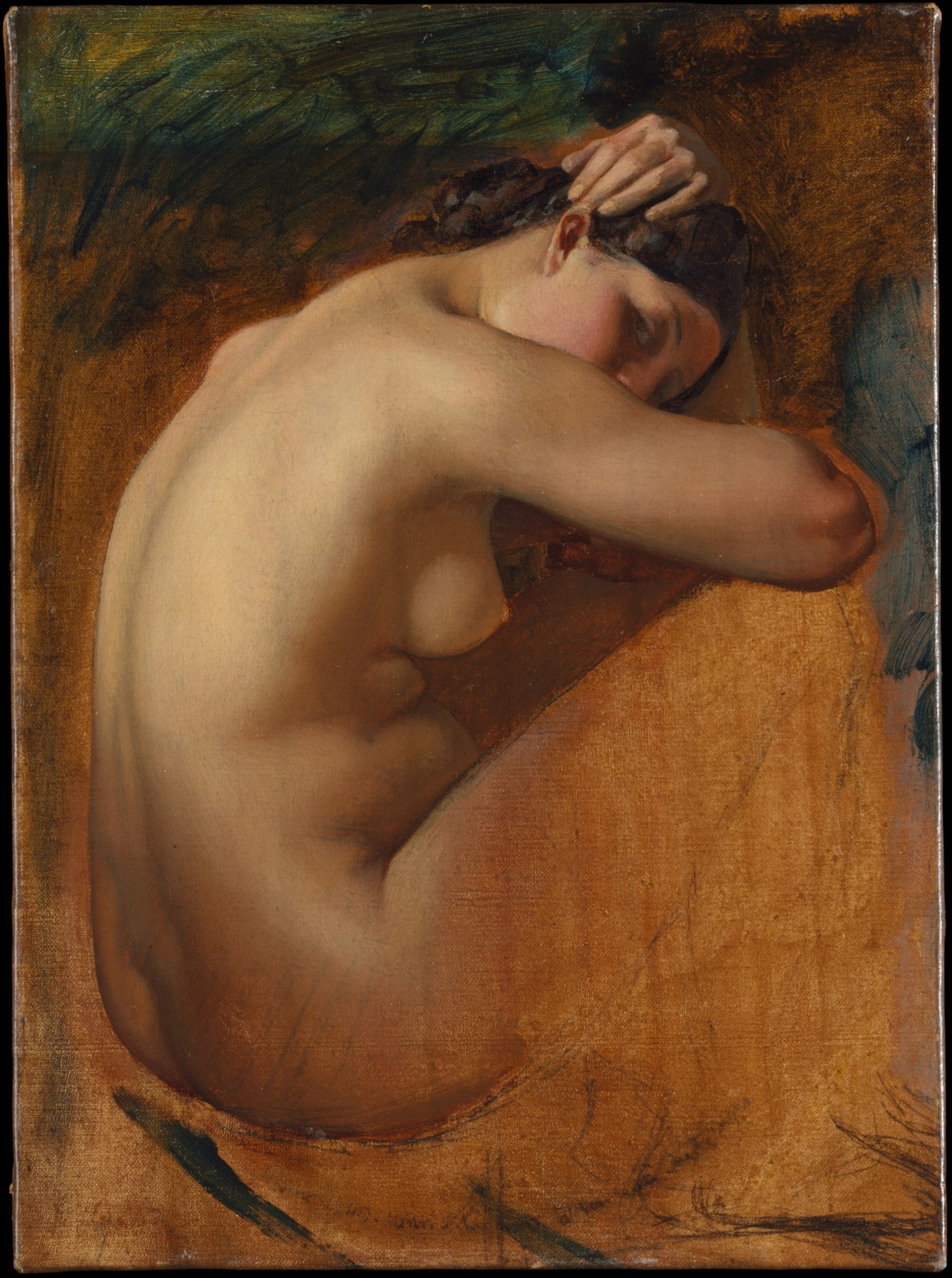
ヌード
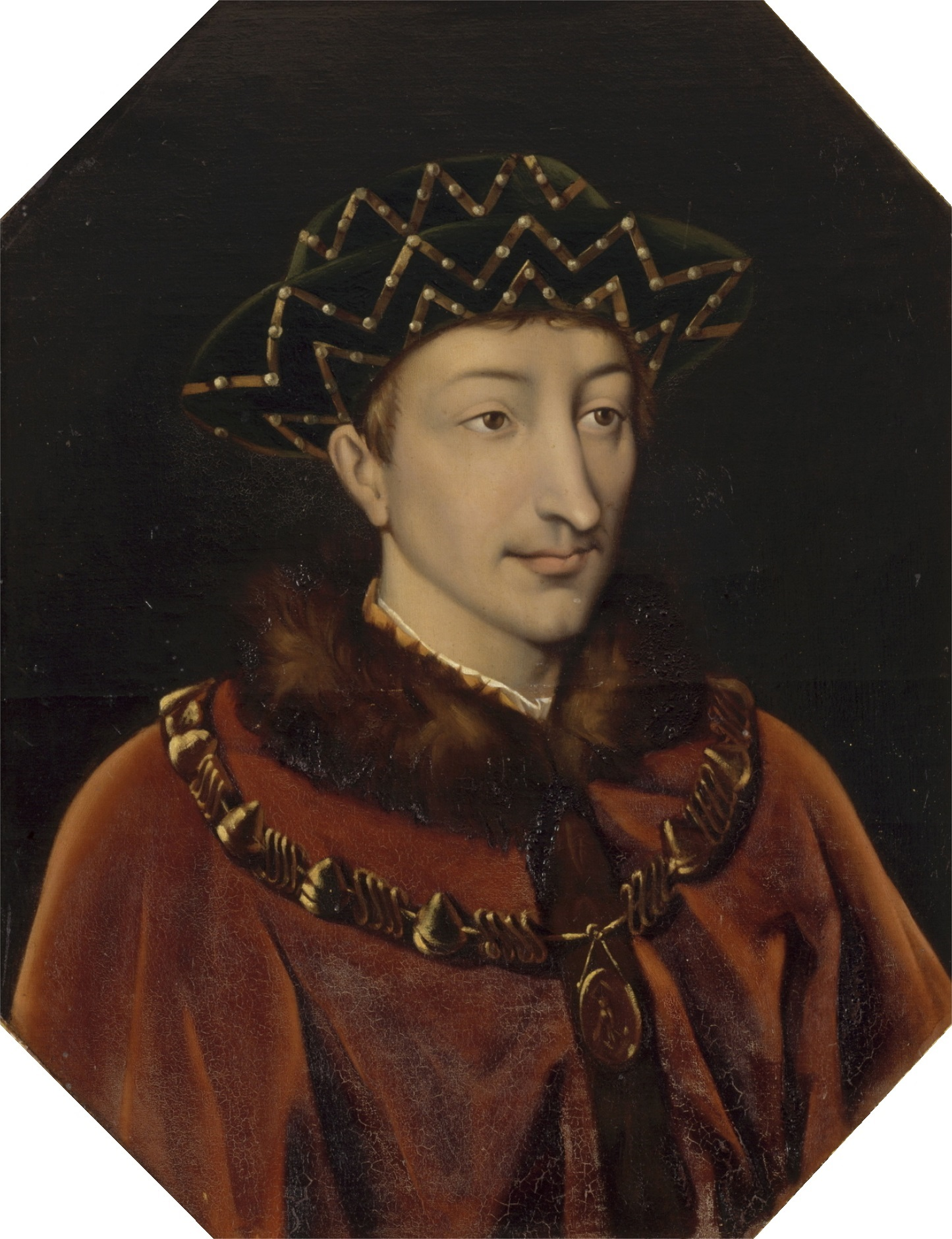
シャルル7世 (フランス王)
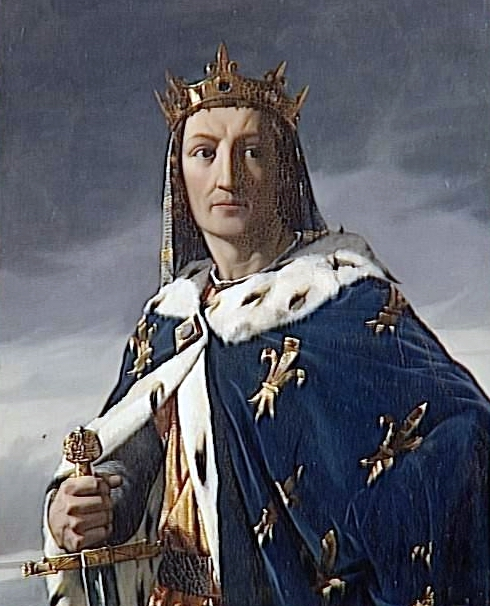
ルイ8世 (フランス王)
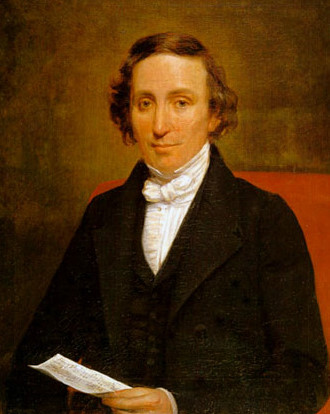
フレデリック・ショパン
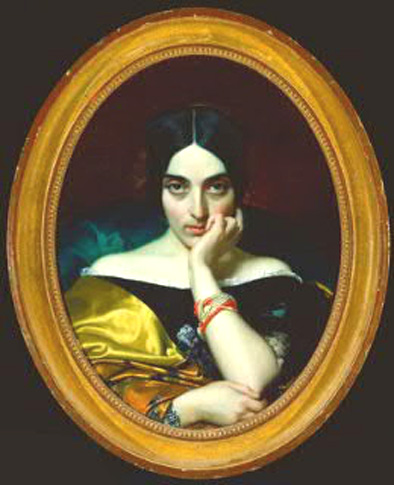
Madame Karr
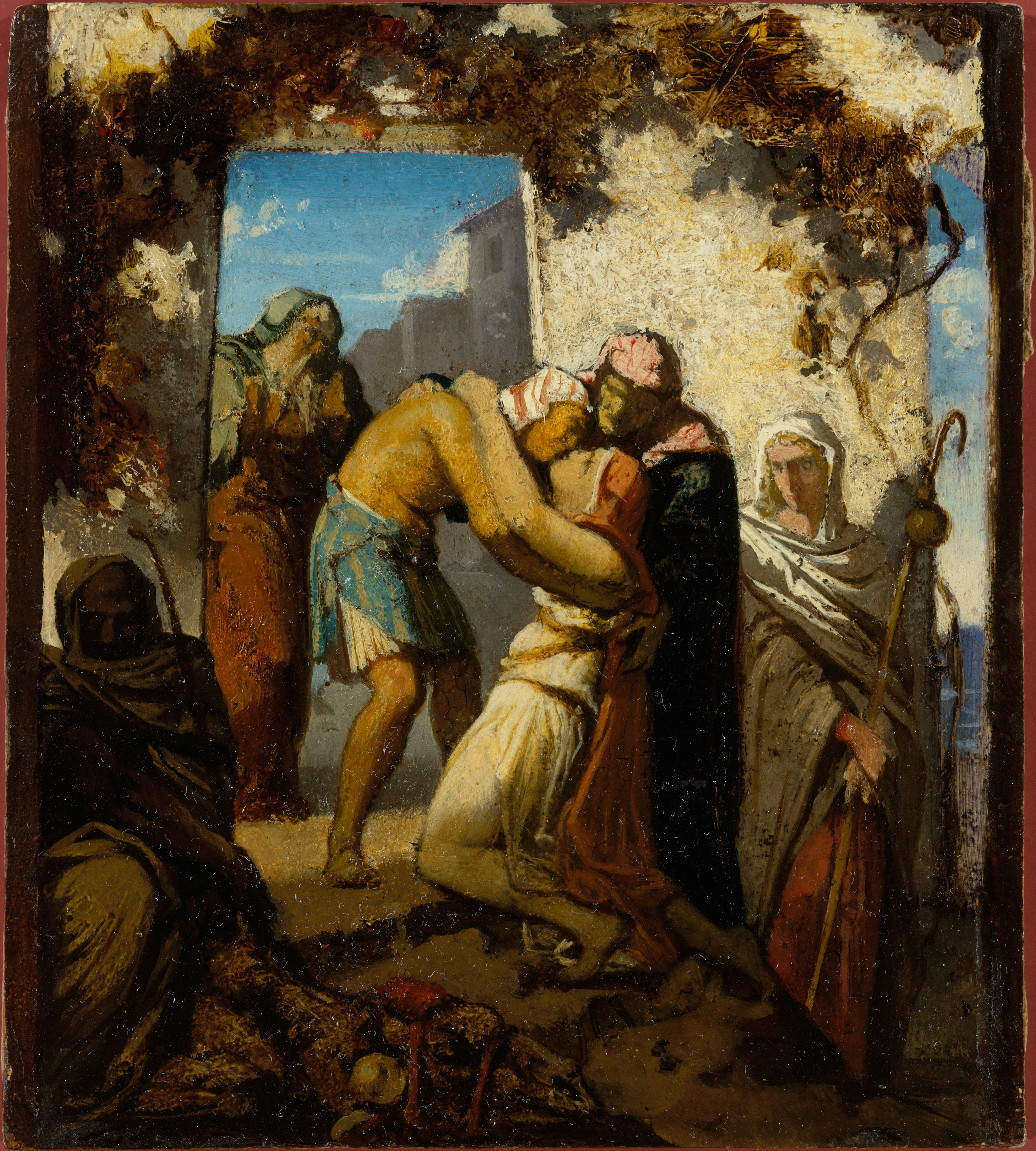
『トビト記』から

## ラマンの教えた学生(一部)
- アボット・ハンダーソン・セイヤー (1849-1921)
- モデスト・ブロコス (1852-1936)
- フラン＝ラミ (1855-1919)
- アレクサンドル・セオン (1855-1917)
- ポール・メルワール (1855-1902)
- アンリ・モレ (1856-1913)
- アルフォンス・オスベール (1857-1939)
- エドモン＝フランソワ・アマン＝ジャン (1858-1936)
- ジョルジュ・スーラ (1859-1891)
- エルネスト・ローラン (1859-1929)
- エミール＝ルネ・メナール (1862-1930)